# Ново село (квартал на Сливен)
Вижте пояснителната страница за други значения на Ново село.
„Ново село“ е квартал на българския град Сливен, населен предимно със заможни жители от каракачански и български произход. Западно от него преминава река Новоселска. Намира се в североизточната част на града. В началото на бул. „П. Хитов“ се намира историко-мемориалният комплекс „Панайот Хитов“ с паметника на стария сливенски войвода. Тук е и седалището на Федерацията на културно-просветните дружества на каракачаните в България. Част от сградите до ул. „В. Очков“ се доближават до възрожденския стил, някои са културни ценности. Тук е и родната къща на Панайот Хитов на ул. „Черно море“.
В „Ново село“, близо до покритата с калдъръм пешеходна улица „Добри войвода“ се намира храмът „Света София“, построен през 1836 година